# Eoarthropleura
Eoarthropleura – wymarły rodzaj dwuparców z podgromady Arthropleuridea. Jedyny z rodziny Eoarthropleuridae i rzędu Eoarthropleurida.
Rodzaj ten wprowadził w 1976 roku Størmer, umieszczając go w monotypowej rodzinie Eoarthropleuridae. Rodzina ta została umieszczona we własnym rzędzie Eoarthropleurida przez Sheara i Seldena w 1995 roku. Skamieniałości tych wijów znajdowane były na terenie Europy i Ameryki Północnej i pochodzą z okresu od przydolu (późny sylur) do franu (środkowy dewon). Dotychczas wyróżniono 3 gatunki, jednak ich status jest niepewny ze względu na niekompletność okazów. Są to: 
- E. devonica Størmer, 1976
- E. hueberi (Kjellesvig-Waering, 1986)
- E. ludfordensis Shear et Selden, 1995

Wije te miały tergity o gładkiej powierzchni i paranotach oddzielonych od części osiowych wyraźnymi szwami. Na spodzie tułowia obok sercowatych sternitów występowały płytki K i B, natomiast brak było płytek rozetkowatych. Brak jest informacji o głowie i liczbie segmentów tułowia, a odnóża pozostają nieopisane. Z tych względów rekonstrukcja budowy tych wijów jest utrudniona.
Według Edgecombe cechy różniące Eoarthropleura od przedstawicieli rzędu Arthropleurida są niemal na pewno symplezjomorfiami, stąd zasadność wyróżniania osobnego rzędu Eoarthropleurida jest wątpliwa.